# Ježevik
Ježevik – wieś w Chorwacji, w żupanii brodzko-posawskiej, w gminie Bukovlje. W 2011 roku liczyła 63 mieszkańców.